# Atolón Ant
Atolón Ant (en inglés: Ant Atoll) es un pequeño atolón situado frente a la costa oeste de Pohnpei en los Estados Federados de Micronesia. Junto con el cercano atolón Pakin estas islas constituyen el grupo de Islas Senyavin.
Ant es un sitio popular entre los turistas para el buceo y el snorkel, y es el lugar donde se encuentran varias colonias de aves marinas, en particular la Noddys negra. El atolón ya no está habitado.